# Khalid Choukoud
Khalid Choukoud (* 23. März 1986 in Fès) ist ein niederländischer Langstreckenläufer marokkanischer Herkunft.

## Leben
Khalid Choukoud kam um die Jahrtausendwende mit seinen Eltern aus Marokko in die Niederlande. Zunächst betrieb er als Sport Thaiboxen, wechselte aber Ende 2004 nach einer Verletzung zur Leichtathletik und schloss sich dem Haager Sportverein AV Sparta an. Schnell entwickelte sich Khalid Choukoud zu einem der schnellsten niederländischen Nachwuchsläufer und konnte noch als A-Jugendlicher in 30:12,06 min die niederländischen Meisterschaften im 10.000-Meter-Lauf (Drunen, 2. April 2005) gewinnen. Ebenfalls 2005 startete er bei den Junioren-Europameisterschaften im Crosslauf, über 5000 und 10.000 Meter.
In seinem ersten Jahr bei den Senioren 2006, nun für den Verein Haag Atletiek startend, lief Khalid Choukoud bei den niederländischen Meisterschaften über 10.000 Meter auf den dritten Platz (Vught, 25. Mai 2006, 29:21,98 min) und über 5000 Meter auf den vierten Platz (Amsterdam, 9. Juli 2006, 14:11,74 min). Es folgte ein 9. Platz in der Einzelwertung und ein 6. Platz in der Teamwertung bei den Crosslauf-Europameisterschaften 2006, San Giorgio su Legnano (ITA), Altersklasse U23.
Nach weiteren vorderen Platzierungen bei den niederländischen Meisterschaften 2007, darunter einem zweiten Platz im 10.000-Meter-Lauf (Utrecht, 17. Mai 2007, 29:43,12 min), wurde Khalid Choukoud bei einem Wettkampf am 2. Juni 2007 in Neerpelt (BEL) positiv auf Doping getestet, nachdem er dort in 29:16,18 die 10.000-Meter-Norm für die Leichtathletik-U23-Europameisterschaften 2007 unterboten hatte. Dies wurde am 6. Juli 2007 in einer Pressemitteilung bekannt gegeben. Ein am 4. Juli 2007 durchgeführtes Gegengutachten bestätigte den Befund von Stanozolol in seinem Urin.
Khalid Choukoud beteuerte im Nachhinein seine Unschuld und gab an, er könne sich als Dopinggegner höchstens vorstellen, dass die verbotenen Substanzen in Nahrungsergänzungsmitteln enthalten waren, die er zusammen mit seinem Trainer Mohammed Ben Sabahia während eines Trainingsaufenthalts in Marokko gekauft hatte. Khalid Choukoud kämpfte gegen eine Sperre, wurde jedoch im März 2008 für zwei Jahre, gültig ab dem 4. Juni 2007, gesperrt. Daraufhin trennte er sich von seinem Trainer.
Während seiner Sperre erhielt Khalid Choukoud Unterstützung von mehreren Seiten und konnte so an seinem Comeback arbeiten. Dieses erfolgte beim Gouden Spike Meeting am 13. Juni 2009 in Leiden (NLD), wo er über 3000 Meter in 8:02,21 min persönliche Bestleistung lief. Im folgenden Frühjahr gewann Khalid Choukoud dann zum ersten Mal seit 2005 wieder einen niederländischen Meistertitel, nun im Crosslauf über die Langdistanz (Hellendoorn, 7. März 2010). Weitere nationale Titel sollten folgen.
Nach Teilnahme an den Crosslauf-Europameisterschaften 2010 (32. Platz, Albufeira (PRT), 12. Dezember 2010) gab Khalid Choukoud am 9. Januar 2011 sein Halbmarathon-Debüt beim Egmond-Halbmarathon, am 13. April 2014 folgte der erste Marathon beim Rotterdam-Marathon in bis heute bestehender persönlicher Bestzeit von 2:10:52 h mit dem 7. Platz.
Bei den Leichtathletik-Europameisterschaften 2012 in Helsinki (FIN) lief er über 10.000 Meter in persönlicher Bestzeit von 28:26,82 min auf den 7. Platz. Anschließend vertrat er die Niederlande, abgesehen von jährlichen Teilnahmen bei den Crosslauf-Europameisterschaften, erst wieder bei den Leichtathletik-Europameisterschaften 2016 in Amsterdam international, erreichte im Halbmarathonlauf jedoch nicht das Ziel. Trotzdem erlangten die Niederlande mit vier anderen Athleten in der Halbmarathon-Teamwertung den 6. Platz.
Beim Marathon der Olympischen Sommerspiele 2020, der abweichend in Sapporo stattfand, kam er nicht ins Ziel.

## Persönliche Bestzeiten
- 1500 m: 3:47,28 min, 26. Juni 2010, Ede (NLD)
- 3000 m: 7:56,73 min, 8. Juli 2011, Rhede (GER)
- 5000 m: 13:39,33 min, 18. Juli 2009, Heusden-Zolder (BEL)
- 10.000 m: 28:26,82 min, 30. Juni 2012, Helsinki (FIN)
- 10-km-Straßenlauf: 28:44 min, 29. September 2013, Utrecht (NLD)
- 15-km-Straßenlauf: 43:33 min, 1. September 2013, Tilburg (NLD)
- Halbmarathon: 1:01:53 h, 6. Oktober 2013, Breda (NLD)
- Marathon: 2:10:52 h, 13. April 2014, Rotterdam (NLD)

## Persönliche Erfolge
International
- 38. Platz Crosslauf-Europameisterschaften 2018, Tilburg (NLD), 9. Dezember, 10.300 m, 30:18 min
- 22. Platz Crosslauf-Europameisterschaften 2017, Šamorín (SVK), 10. Dezember, 10.180 m, 30:47 min
- 7. Platz Crosslauf-Europameisterschaften 2014, Samokow (BGR), 14. Dezember, 10.010 m, 33:04 min
- 19. Platz Crosslauf-Europameisterschaften 2013, Belgrad (SRB), 8. Dezember, 10.000 m, 30:12 min
- 21. Platz Crosslauf-Europameisterschaften 2012, Szentendre (HUN), 9. Dezember, 9880 m, 30:41 min
- 7. Platz Leichtathletik-Europameisterschaften 2012, Helsinki (FIN), 30. Juni, 10.000 m, 28:26,82 min
- 7. Platz Crosslauf-Europameisterschaften 2011, Velenje (SVN), 11. Dezember, 10.000 m, 29:27 min
- 6. Platz 10.000-Meter-Europacup 2011, Oslo (NOR), 4. Juni, 28:53,63 min
- 33. Platz Crosslauf-Europameisterschaften 2010, Albufeira (PRT), 12. Dezember, 9870 m, 30:19 min
- 9. Platz Crosslauf-Europameisterschaften 2006 Altersklasse U23, San Giorgio su Legnano (ITA), 10. Dezember, 8030 m, 23:29 min
- 10. Platz Leichtathletik-Junioreneuropameisterschaften 2005 Junioren/Altersklasse U20, Kaunas (LTU), 24. Juli, 14:42,87 min
- 95. Platz Crosslauf-Weltmeisterschaften 2005 Junioren/Altersklasse U20, Saint-Galmier (FRA), 20. März, 8000 m, 27:51 min

National
- 7. Platz Dutch 10 km Championships 2017, Bergen (NLD), 12. Februar, 29:43 min, Groet uit Schoorl Run
- 1. Platz Dutch Marathon Championships 2016, Amsterdam (NLD), 16. Oktober, 2:11:23 h, 14. Platz Amsterdam-Marathon
- 1. Platz Dutch 10.000 m Championships 2016, Leiden (NLD), 11. Juni, 28:37,13 min
- 2. Platz Dutch 10 km Championships 2016, Bergen (NLD), 14. Februar, 29:47 min, Groet uit Schoorl Run
- 5. Platz Dutch 10 km Championships 2015, Bergen (NLD), 8. Februar, 29:24 min, Groet uit Schoorl Run
- 1. Platz Dutch Cross Country Championships 2015, Kerkrade (NLD), 18. Januar, 10.500 m, 33:12 min, 1. Platz Abdijcross
- 1. Platz Dutch Half marathon Championships 2014, Den Haag (NLD), 9. März, 1:03:21 h, 11. Platz CPC Loop Den Haag
- 4. Platz Dutch 10 km Championships 2014, Bergen (NLD), 9. Februar, 29:35 min, Groet uit Schoorl Run
- 1. Platz Dutch Cross Country Championships 2013, Tilburg (NLD), 24. November, 10.000 m, 30:11 min, 2. Platz Warandeloop
- 1. Platz Dutch 10 km Championships 2013, Utrecht (NLD), 29. September, 28:44 min, 4. Platz Singelloop Utrecht
- 1. Platz Dutch Half marathon Championships 2013, Breda (NLD), 24. März, 1:03:27 h, 4. Platz Venloop
- 1. Platz Dutch Cross Country Championships 2012, Tilburg (NLD), 25. November, 10.000 m, 30:33 min, 2. Platz Warandeloop
- 1. Platz Dutch 10.000 m Championships 2012, Noordoostpolder (NLD), 17. Mai, 28:59,94 min
- 1. Platz Dutch Cross Country Championships 2011, Tilburg (NLD), 27. November, 10.000 m, 30:42 min, 2. Platz Warandeloop
- 1. Platz Dutch Half marathon Championships 2011, Breda (NLD), 2. Oktober, 1:04:28 h, 7. Platz Bredase Singelloop
- 1. Platz Dutch 10 km Championships 2011, Tilburg (NLD), 4. September, 28:55 min, 1. Platz Tilburg Ten Miles
- 3. Platz Dutch 5000 m Championships 2011, Amsterdam (NLD), 31. Juli, 14:22,89 min
- 1. Platz Dutch 10.000 m Championships 2011, Veenendaal (NLD), 28. April, 29:42,95 min
- 1. Platz Dutch Cross Country Championships 2011, Hellendoorn (NLD), 20. Februar, 12.055 m, 39:04 min
- 3. Platz Dutch 5000 m Championships 2010, Amsterdam (NLD), 18. Juli, 14:18,73 min
- 1. Platz Dutch Cross Country Championships 2010, Hellendoorn (NLD), 7. März, 12.055 m, 39:58 min
- 2. Platz Dutch 5000 m Championships 2009, Amsterdam (NLD), 2. August, 14:02,27 min
- 2. Platz Dutch 10.000 m Championships 2007, Utrecht (NLD), 17. Mai, 29:43,12 min
- 6. Platz Dutch Cross Country Championships 2007, Wageningen (NLD), 25. Februar, 10.300 m, 34:20 min
- 6. Platz Dutch 10 km Championships 2007, Bergen (NLD), 11. Februar, 29:46 min, Groet uit Schoorl Run
- 4. Platz Dutch 5000 m Championships 2006, Amsterdam (NLD), 9. Juli, 14:11,74 min
- 3. Platz Dutch 10.000 m Championships 2006, Vught (NLD), 25. Mai, 29:21,98 min
- 1. Platz Dutch 10.000 m Championships 2005, Drunen (NLD), 2. April, 30:12,06 min
- 1. Platz Dutch Cross Country Championships 2005 Junioren A/Altersklasse U20, Roggel en Neer (NLD), 27. Februar, 8000 m, 26:14 min

Verschiedene Gewinne
- Bruggenloop, Rotterdam (NLD), 11. Dezember 2016, 15 km, 45:25 min
- Leiden Marathon, Leiden (NLD), 22. Mai 2016, Halbmarathon, 1:03:30 h
- Abdijcross, Kerkrade (NLD), 18. Januar 2015, 10.500 m, 33:12 min, Dutch Championships
- Sylvestercross, Soest (NLD), 31. Dezember 2014, 10.400 m, 34:45 min
- Warandeloop, Tilburg (NLD), 23. November 2014, 10.000 m, 30:03 min
- Sylvestercross, Soest (NLD), 31. Dezember 2012, 10.400 m, 34:56 min
- Abdijcross, Kerkrade (NLD), 22. Januar 2012, 9500 m, 30:09 min
- Tilburg Ten Miles, Tilburg (NLD), 4. September 2011, 10 km, 28:55 min, Dutch Championships